# Niszczyciele eskortowe typu Evarts
Niszczyciele eskortowe typu Evarts – amerykańskie niszczyciele eskortowe z okresu II wojny światowej. Łącznie zbudowano 97 jednostek tego typu, z których 32 przekazano Wielkiej Brytanii.

## Historia
Na początku 1939 roku podstawowymi okrętami eskortowymi US Navy były stare, pochodzące z czasów I wojny światowej niszczyciele typów Wickes i Clemson, znane jako „flush-deck” („gładkopokładowe”). Wobec ich malejącej wartości bojowej komandor Robert B. Carney przedstawił w czerwcu 1939 roku propozycję budowy nowych amerykańskich jednostek eskortowych mniejszych od niszczycieli, a większych od ścigaczy okrętów podwodnych. We wrześniu 1939 roku Wydział Planowania Wojennego potwierdził potrzebę posiadania nowych okrętów i przedstawił wymagania, jakie powinny one spełniać. Okręty miały posiadać prostą, przystosowaną do masowej produkcji konstrukcję i dobre właściwości morskie. Wyporność standardowa miała wynosić ok. 1200 ton, prędkość maksymalną do 25 węzłów a zasięg 6000 mil morskich przy prędkości 12 węzłów. Głównym zadaniem okrętów miało być zwalczanie okrętów podwodnych i obrona przeciwlotnicza.
Opracowywanie projektu, który nie zyskał poparcia części wyższych oficerów US Navy, trwało do połowy 1941 roku. W tym czasie Wielka Brytania zwróciła się z prośbą o pilną dostawę dużej ilości niszczycieli eskortowych. W lipcu powstał projekt okrętu British Destroyer Escort, zakładający wyporność 1144 ton przy długości kadłuba 94 m, napęd składający się z turbin parowych o łącznej mocy 12 000 KM, nadający prędkość maksymalną 24 węzłów oraz uzbrojenie składające się z dział uniwersalnych kalibru 76 mm, trzech wyrzutni torpedowych i miotacza bomb głębinowych Hedgehog.
W sierpniu 1941 roku podjęto decyzję o dostarczeniu Brytyjczykom w ramach programu Lend-Lease 50 okrętów tego typu. Kontrakty na budowę otrzymały stocznie: Boston Navy Yard, Mare Island Navy Yard i Puget Sound Naval Shipyard. Jednocześnie w projekcie wprowadzono zmiany spowodowane możliwościami produkcyjnymi. Wobec niewystarczającej produkcji turbin parowych zastąpiono je silnikami wysokoprężnymi, zmniejszono długość całkowitą do 88 m i konfigurację uzbrojenia. W związku z włączeniem się Stanów Zjednoczonych do działań II wojny światowej, także US Navy zamówiła okręty tego typu, dodatkowo przejmując część budowanych dla Brytyjczyków okrętów. Ostatecznie ze 105 zamówionych zbudowano 97 jednostek, z których dla Royal Navy dostarczono 32 klasyfikowane wspólnie z podobnymi typu Buckley jako fregaty typu Captain. Pozostałe 65 użytkowała US Navy.
Okręty będące w służbie Royal Navy brały udział w bitwie o Atlantyk. Trzem z nich: HMS „Cooke”, HMS „Goodall” i HMS „Louis” udało się zatopić samodzielnie po jednym U-Boocie. Straty marynarki brytyjskiej wyniosły pięć jednostek, cztery storpedowane przez niemieckie okręty podwodne, piąta zatopiona przez samoloty Luftwaffe podczas lądowania w Normandii. Okręty amerykańskie służyły zarówno na Oceanie Atlantyckim jak i Pacyfiku, nie ponosząc strat.
Po zakończeniu wojny Wielka Brytania zwróciła większość fregat typu Captain Stanom Zjednoczonym, gdzie zostały wkrótce sprzedane na złom. Podobnie stało się z okrętami US Navy. Jedynie dwa przekazano w sierpniu 1945 roku marynarce wojennej Chin.

## Opis konstrukcji
Niszczyciele eskortowe typu Evarts były napędzane czterema silnikami wysokoprężnymi produkcji General Motors o mocy 1500 KM każdy, napędzającymi generatory wytwarzające prąd dla ustawionych w tandem silników elektrycznych. Te z kolei poruszały dwie śruby. Układ ten zapewniał okrętom prędkość maksymalną 19 węzłów i zasięg 4150 mil morskich przy prędkości ekonomicznej 12 węzłów.
Projektowane uzbrojenie artyleryjskie składało się z trzech dział uniwersalnych kal. 76 mm w pojedynczych nieosłoniętych stanowiskach, jednego poczwórnie sprzężonego działka przeciwlotniczego kal. 28 mm oraz od siedmiu do dziewięciu pojedynczych działek Oerlikon kal. 20 mm. W trakcie służby nieskuteczne działka kal. 28 mm wymieniano na podwójnie sprzężone Bofors kal. 40 mm. Do zwalczania okrętów podwodnych przewidziano miotacz pocisków głębinowych Hedgehog oraz osiem miotaczy i dwie zrzutnie bomb głębinowych.
Wyposażenie elektroniczne niszczycieli typu Evarts stanowiły radary wykrywania celów nawodnych typu SL i obserwacji przestrzeni powietrznej typu SA. Do wykrywania zanurzonych okrętów podwodnych służył sonar typu QC, zaś do namierzania transmisji radiowych przeciwnika radionamiernik HF/DF.